# Vasaloppet 1943
Vasaloppet 1943 avgjordes söndag 14 mars 1943 och var det 20:e loppet sedan starten. Nils "Mora-Nisse" Karlsson vann på tiden 5:47:10.

## Loppet
Snöbrist hotade loppet. Det var barmark de tre sista kilometrarna, men Mora Bryggeri ställde upp med lastbilar och körde ut snö. 25 år gammal debuterade Nils "Mora-Nisse" Karlsson i Vasaloppet, ett lopp som han hade gruvat sig för men han vann och lagerkransades av sin syster Elsa.
Kranskullan var Elsa Karlsson.

## Resultat
| Plac | Namn              | Klubb            | Mål     |
| ---- | ----------------- | ---------------- | ------- |
| 1    | Nils Karlsson     | Ifk Mora         | 5:47:10 |
| 2    | Arne Bölling      | Orsa If          | 5:50:06 |
| 3    | Olle Wiklund      | Bergvik-Marma Sk | 5:54:00 |
| 4    | Manfred Stattin   | Wäija-Dynäs Ik   | 5:59:04 |
| 5    | Anders Törnkvist  | Mora Ifk         | 6:00:16 |
| 6    | Gösta Jacobsson   | Ifk Umeå         | 6:02:13 |
| 7    | Martin Karlsson   | Malungs If       | 6:03:44 |
| 8    | Herbert Södergren | Storviks If      | 6:03:56 |
| 9    | Sixten Gunn       | Hofors Aif       | 6:06:37 |
| 10   | Folke Lagerlöf    | Älvdalens If     | 6:07:09 |